# Juventud Radical Revolucionaria
La Juventud Radical Revolucionaria (JRR) fue una agrupación juvenil interna de la Unión Cívica Radical nacida entre mediados y fines de 1971.
En enero de 1972 publicaron el primer número de la revista Liberación, su primer órgano de difusión. Allí apareció su «Declaración de principios».
Se formó a partir de militantes de la agrupación radical MARU en el ámbito de la Facultad de Derecho de la UBA (Universidad de Buenos Aires). Después se extendió al resto de las facultades de la UBA, y más tarde a varias escuelas secundarias, comenzando por el Colegio Nacional de Buenos Aires. Se expandió en el ámbito de la Capital Federal y después en varias ciudades importantes del interior del país. Desarrolló una estructura de militantes gremiales en Vialidad Nacional y Bancarios.
Se reivindicaba heredara de gestas del pueblo argentino contra toda forma de opresión. Hacía suya una consigna del líder radical Crisólogo Larralde: «No se trata de cambiar de amo; sino suprimir al amo».
Sus militantes enfrentaron políticamente la dictadura instaurada en 1966, reivindicaban el Cordobazo como una gesta del pueblo; respetaba y estableció contacto con dirigentes gremiales independientes como Agustín Tosco; admiraba y sostenía como ejemplo la figura de Máximo Mena, un joven dirigente sindical del SMATA afiliado a la UCR y asesinado el 29 de mayo de 1969. Sostenía los principios de Leandro N. Alem, Hipólito Yrigoyen, Moisés Lebensohn y Crisólogo Larralde. Planteaban una militancia combativa en los espacios en los que tenía influencia.
Para ese entonces, la Junta Coordinadora Nacional de la Juventud Radical no era una corriente interna dentro de la UCR sino un conjunto de militantes juveniles de distintos lugares del país que se proponían reorganizar a la Juventud Radical, que había de dejado de tener representación institucional como consecuencia de la fractura de 1959 ―cuando en bloque se había sumado al proyecto de Arturo Frondizi― y de los intentos inconclusos creados luego del golpe de Estado de 1966 (entre los que se encuentran el del grupo Agitación y Lucha, o el del MJR en la 1.ª Sección Electoral de la Provincia de Buenos Aires).
Como consecuencia de la decisión inconsulta de algunos de los referentes de la Junta Coordinadora Nacional de la Juventud Radical, que decidieron no trabajar para la fórmula partidaria Balbín-Gamonnd (que había derrotado a la de Alfonsín-Storani) la mayoría de los militantes que integraban el frente universitario de la Facultad de Derecho, sin dejar de ser parte del Movimiento de Renovación y Cambio, comenzaron a trabajar orgánicamente la fórmula partidaria, al tiempo que se conformó un grupo en la Facultad de Ingeniería de la UBA.
Esta situación trajo aparejada un crecimiento exponencial de la agrupación de la Facultad de Derecho. En la Facultad de Ingeniería sostuvo la candidatura de Miguel Ponce como presidente del centro de estudiantes. Ganaron la elección y de esta manera se formó la Franja Morada-APRU, expresión universitaria de la Juventud Radical Revolucionaria el Centro de Estudiantes «La Línea Recta», importante por ser uno de los de mayor peso en el congreso de la FUBA y porque además poseía una imprenta propia y contaba con personería jurídica.
Dentro del radicalismo, la Juventud Radical Revolucionaria originalmente era parte del Movimiento de Renovación y Cambio, de acuerdo con el periódico Replanteo, órgano de difusión de esa corriente interna del partido radical, que era dirigido por Raúl Borrás.
Sin embargo, fruto de crecientes disputas internas con Raúl Alfonsín y su entorno; la caracterización que sobre el peronismo realizaba la Junta Coordinadora Nacional, la política de alianzas con otras fuerzas dentro de los organismos de masa que esta sostenía, una fuerte discusión doctrinaria e ideológica con esa otra rama de la JR, y la violenta persecución sufrida por parte de la Triple A (la JRR era la única organización no peronista ni comunista que aparecía en la primera lista negra difundida por las tres A) llevaron a la dispersión del grupo, que finalmente se disolvió entre los meses de noviembre y diciembre de 1975; pocos meses antes del Golpe de Estado del 24 de marzo de 1976.
Dentro de la JRR también tuvieron gravitación Guillermo Cherasny, "nervio" Bresano y "quique" Arana, los dos primeros miembros de la SIDE y el tercero, hermano de Nahuel Moreno el líder del PST y de la 4a Internacional Trotskista en Argentina, en lo que se ve un intento de infiltrar la organización; Guillermo Cherasny fue expulsado del radicalismo en los años 80' y fue sostén civil del movimiento "carapintada". Sobrevivieron a la dictadura y en algunos casos salvaron militantes secuestrados por la dictadura desde adentro de los ámbitos de los servicios de inteligencia. Un sector de esta agrupación se sumó a la "Línea Nacional" de Balbín y en 1973. Fueron protagonistas en la creación de FULNBA (Federación Universitaria para la Liberación Nacional de Buenos Aires). La mayoría de los miembros de la JRR sobrevivieron a la dictadura y en los años 80' militaron en agrupaciones como la "JRRC", "LEALTAD Y LUCHA" y posteriormente en los "QUE NO BAJAN LAS BANDERAS". Aunque algunos han querido suponer que fueron producto de una maniobra de los servicios del estado[cita requerida], sus militantes fueron objeto de atentados, como Pazos, y se trató de la única agrupación radical explícitamente perseguida por la Triple A.

## Antecedentes
Como una instancia de lucha contra la dictadura militar instaurada por el general Juan Carlos Onganía quien en 1966 había derrocado al presidente radical Arturo Illia, y postulando los principios de la Reforma Universitaria, en 1967 en la Ciudad de Rosario diversos partidos universitarios, que reivindicaban los principios de la Reforma Universitaria de 1918, fundaron luego de un encuentro que se desarrolló los días 25 y 26 de agosto de 1967, en la sede la biblioteca popular «Antonio Giraldo» la Unión Nacional Reformista-Franja Morada, a instancias del hoy fallecido Héctor "El Gogo" Arteaga junto a una veintena de militantes y como una forma de reconocimiento a la Agrupación Reformista-Franja Morada, que había fundado unos dos años antes, poco tiempo antes de ser asesinado el día 12 de septiembre de 1966 en la Ciudad de Córdoba, el obrero y estudiante radical Santiago Pampillón. Estos primeros grupos si bien políticamente podían ubicarse a la izquierda del espectro ideológico no lo hacían todos en una misma formación política ya que muchos de ellos eran socialistas, anarquistas y radicales. Esto se puede consultar en el hoy incunable Así nació la Franja Morada que se puede consultar en algunas pocas bibliotecas privadas, como en la Casa de la Reforma" en la sede de la Universidad Nacional de Córdoba.
Al poco tiempo de ser fundada la Franja Morada, la mayoría radical se impuso gradualmente sobre el resto y se establecieron contactos con grupos de La Plata y de la Capital Federal. El rosarino Héctor Gogo Arteaga, afiliado a la UCR, asumió la conducción de Franja Morada.

## Surgimiento
Tras el congreso de Villa del Dique en la provincia de Córdoba, a fines de 1971, varios grupos radicales que militaban en el ámbito de la Universidad de Buenos Aires deciden en un plenario la ruptura con la fracción que seguía los lineamientos de la Junta Coordinadora Nacional, de los diferentes grupos de la Juventud Radical y adquieren autonomía, asumiendo el nombre Juventud Radical Revolucionaria.
La irrupción de la Juventud Universitaria Peronista (JUP) en el ámbito universitario en 1973 provocó la ruptura de la unidad del movimiento estudiantil, lo que significó la conformación de una nueva central universitaria en la Capital Federal llamada Federación Universitaria para la Liberación Nacional de Buenos Aires. En el congreso constitutivo de la FULNBA en 1974, la JRR obtiene el Secretariado General en la persona de Rafael Pascual, desde donde podía hacer frente a la Coordinadora.
La decisión adoptada por la mayoría de la agrupación, es decir militar dentro a favor de la propuesta partidaria, se vio reflejada en un fuerte crecimiento de los grupos afines a la JRR en todas las facultades de la UBA, cuando se logra la primera victoria en la agrupación Franja Morada, con el acceso de Miguel Ponce a la presidencia del Centro de Estudiantes de Ingeniería "La Línea Recta", en 1973.[cita requerida]
A mediados de 1973 se constituyeron en el Colegio Nacional de Buenos Aires las Fuerzas Radicalizadas para la Liberación Nacional sobre la base de un gran número de delegados de cursos y logra que Lucio Sánchez, uno de los miembros fundadores de esa primera agrupación accediera al secretariado general ―que era un órgano colegiado ya que no había presidencia―; y que en las elecciones de 1974 ya sí como Franja Morada Secundarios lograra la presidencia del centro en la persona de Pablo Szpolski. La experiencia del CNBA fue rápidamente replicada en varios colegios como el Mariano Acosta, donde Juan José Pi de la Serra conformará la agrupación ARES - Franja Morada; el Carlos Pellegrini, el Juan de Pueyrredón, el "Lenguitas" y el Hipólito Vieytes entre muchos otros.
La formación de la agrupación en Ingeniería puso en contacto a una gran cantidad de amigos de otras casas de estudios que se organizaron como agrupación en las facultades de la UBA.
En las elecciones de 1975 y llevando la candidatura de Marcelo Pazos, se accede la presidencia del Centro de Estudiantes de Arquitectura.
Paralelamente a este desarrollo estudiantil en 1974 al llevarse a cabo el Plenario Constitutivo de la Juventud Radical en la Capital Federal, los distintos delegado a ese cuerpo partidario que representaban a la Juventud Radical Revolucionaria y que habían sido elegidos por voluntad de los afiliados de los barrios, se formalizó un acuerdo programático con Intransigencia Radical y el llamado Movimiento Independiente de la Capital Federal, para derrotar de esta manera al "Unionismo Porteño" que tenía como referente a Julián Sancerni Giménez.
Los delegados del Movimiento Interparroquial del MRyC, junto a los Delegados Propios de la JRR, a pesar de la ausencia de algunos delegados que se alineaban en lo que después sería la JCN, no pueden sin embargo hacer fracasar la política de alianzas que se había establecido, y de esta manera se obtiene así la vicepresidencia del Comité Capital de la Juventud Radical, que asumirá Rafael Pascual.
A los pocos meses renunció la presidenta de ese cuerpo partidario, la señorita Haydée del Castillo y será Rafael Pascual quien asuma la presidencia del mismo, en representación de la Juventud Radical Revolucionaria.
Esta situación puso en blanco sobre negro algunas cuestiones señaladas más arriba. Es a partir de la lectura de "El yrigoyenismo" un texto de Manuel Claps donde se hace una lectura hegeliana del fenómeno político y social que significó la irrupción del "yrigoeyenismo" una expresión nacional y popular de clara concepción policlasista; como la lectura en clave de los texto de José Carlos Maríategui, las cartas de Augusto César Sandino a Hipólito Yrigoyen sobre la idea del latinoamericanismo, son herramientas que permiten a sus militantes comprender que Movimiento Línea Nacional, que lideraba Ricardo Balbín, no es todo homogéneo sino el emergente político de esa realidad policlasista, nacional y popular, aunque con marcadas internas, ya que no eran lo mismo políticamente hablando Troccoli, Pugliesse, García Puente, García Leyenda, Luis León o Roberto Billingurst por ejemplo y sin que esto signifique juicio de valor alguno sobre estas personas que ya han fallecido y que en ese espacio político interno de la UCR, la JRR podía hallar los intersticios para expandir sus propuestas.
Sus militantes participaban de manera obligatoria en "grupos de estudios" semanales coordinados por el prestigioso historiador e investigador de CONICET, el Dr. Eduardo Saguier, quien propiciaba la lectura de material no solo relacionado con la historia política nacional y partidaria, sino que promovió la lectura de textos de varias disciplinas. De esta manera muchos de sus militantes se vincularon con pensadores de actualidad, como José Aricó o Jorge Tula, que eran parte del grupo "Pasado y Presente", ese contacto permitió acercarlos ―según los militantes consultados― a un universo que abarcaba desde José Carlos Mariátegui hasta Antonio Gramsci, que los llevó a bucear en las disputa entablada en el seno de la Segunda Internacional por la "cuestión nacional" y descubrir el particular y decisivo aporte intelectual e ideológico del pensador austriaco Otto Bauer sobre este tema; llegaron también al psicoanálisis freudiano y el pensamiento de por entonces casi desconocido psicoanalista francés Jacques Lacan y al introductor de su obra en nuestro país Oscar Masotta, por lo que tangencialmente se acercarse al estructuralismo, la lingüística y la literatura.
Inmersos en un debate político que los enfrentó a las agrupaciones políticas que reivindicaban "lo político-militar", la JRR sostenía siguiendo el análisis realizado por Georg Wilhelm Friedrich Hegel en su Filosofía del Derecho, si el Estado es el punto más alto, la “institución superior de la historia humana civilizada”. La lucha armada sostenida desde Montoneros y el PRT lo degrada y lo vuelve imprevisible y anárquico, de forma tal que el "Terrorismo de Estado", que luego aplicarían las FF.AA gestó una nueva forma la barbarie dentro del Estado. Por eso el accionar político desarrollado por la JRR y sus colaterales en todos los frentes de masas siempre fue el mismo, cuestionar la lucha armada como un instrumento válido en el marco de un gobierno democrático - FREJULI-, aunque se alejara de la plataforma electoral que lo había catapultado al gobierno en 1973. Esta visión era compartida por organizaciones de un amplio arco político, gremiales, sociales y culturales. A modo de ejemplo y ya casi al momento de su disolución,  una frase del llamado Manifiesto Literal es concluyente al respecto y da cuenta de un espíritu de época: «No matar por la palabra, y no dejarse matar por ella».

## Terrorismo de Estado y disolución

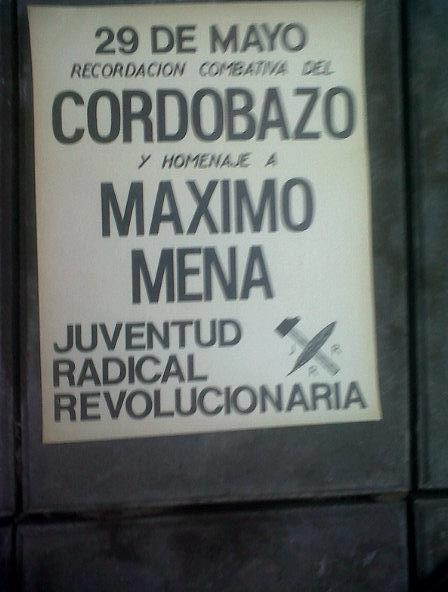
Afiche de la JRR convocando a un acto homenaje por el dirigente sindical radical Máximo Mena.

La vigencia irrestricta de los principios de la Reforma Universitaria, la plena vigencia del Estatuto Universitario y la democratización de los claustros con el cogobierno tripartito de la UBA que propiciaban esta agrupación política universitaria enfrentó a los centros de estudiantes dirigidos por la JRR con la gestión del rector Alberto Ottalagano durante los gobiernos del general Perón y de María Estela Martínez de Perón, quien le sucedió en la presidencia de la República.
En un llamado "Parte de Guerra N.º 1" la organización terrorista de extrema derecha Triple A, patrocinada por José López Rega, ministro de Bienestar Social del gobierno peronista, amenazó con ejecutar a los integrantes de la JRR. Decía textualmente la misma:

Ejecutar previo juicio sumarísimo y en el lugar que se los hallare, por el bien de nuestra Patria y para que la muerte de nuestros Camaradas no haya sido en vano, a todo aquel que realice actividades reñidas a nuestros más caros principios, atente contra la salud moral, física, económica y religiosa de nuestro país, en particular a los integrantes del: PC: Partido Comunista - OM: Organización Montoneros - PA: Partido Auténtico - ERP: Ejército Revolucionario del Pueblo - PRT: Partido Revolucionario de los Trabajadores - PST: Partido Socialista de los Trabajadores - JRR: Juventud Radical Revolucionaria - PCR: Partido Comunista Revolucionario.
Parte de guerra número 1 del comando general de la Triple A

A mediados de 1975, se plantea la necesidad de integrarse formalmente en algunas de las líneas internas de la UCR.
Esta situación es el disparador de una muy profunda discusión política - ideológica - metodológica y de desarrollo general, al interior de todos los frentes y en todos los ámbitos; es decir no solo se discutió por frente (Universitario - Barrial - Gremial - Secundarios), sino que la misma metodología se replicó en cada ámbito (todas las agrupaciones de toda las facultades de la UBA y de la UTN Reg. Buenos Aires; de las agrupaciones de todos los Colegios; de los militantes de cada circunscripción electoral de la Capital; como dentro del "Movimiento Nacional Bancario 6 de Noviembre"); es decir que se utilizó el mismo mecanismo de análisis y toma de decisión, que se ajustaba a los principios de la llamada"teoría crítica", que desarrollaron los miembros de la  Escuela de Frankfurt, para saldar la controversia en cuestión.
Así pues parte del frente barrial, la casi la mitad del Universitario y el Secundario, tomando como eje la caracterización de "policlasista",  que realizara "Manuel Arturo Claps" sobre la UCR en su clásico libro "Yrigoyen", Rafael Pascual propone incorporarse formalmente a la "Línea Nacional", ya que sostenía que ese sector era un fiel reflejo del carácter policlasita de la "Línea Nacional".
Miguel Ponce y Luis Arana,  sostendrán la necesidad y oportunidad de constituirse como una corriente independiente y alternativa a las fracciones nacionales mayoritarias y públicamente exponen lo que llaman "Hacía una Corriente Nacional", en un acto público que cuenta como oradores a Rubén Rabanal, Luis León y Héctor "Gogo" Arteaga. Estas dos fracciones no difieren mucho en su visión y planteo: las dos se presentan como los "auténticos" herederos del pensamiento de la JRR, los dos coinciden en la necesidad de seguir con la metodología de desarrollo que se estaba aplicando, los dos planteaban sostener el énfasis en la formación ideológica de sus militantes y los dos descartan de plano sumarse nuevamente y formalmente al Movimiento de Renovación y Cambio. Por último Luis Rodríguez Fontán y Lucía Alberti convocan a una Asamblea General de Militantes donde se decide expulsar a los todos los anteriores, se quedan con el sello de la agrupación y se suman al sector de la interparroquial de RyC que después serían conocidos como los "históricos" del MRyC.
Queda de esta manera plasmada la ruptura en tercios, de lo que fuera la corriente más dinámica de las agrupaciones juveniles de esa época. De esta manera los grupos o fracciones que encabezan Rafael Pascual por un lado;  y Miguel Ponce y Luis Arana por el otro congregan a la mayoría de los militantes de los ámbitos universitarios, secundarios, barrial y de las incipientes Regionales, con una pequeña ventaja sobre el tercio restante que se suma a Renovación y Cambio.
En 1976 se produjo un nuevo golpe militar encabezado por el general Jorge Rafael Videla, quien decretó la ilegalidad de los organismos estudiantiles, y fue precisamente un estudiante radical de la Facultad de Ingeniería de la UBA uno de los primeros en convertirse en las primeras víctimas del nuevo régimen, por lo que los centros de estudiantes radicales debieron cerrarse.

Insurrección y resistencia. Movilización y lucha contra Muñoz y su política. Juventud Radical Revolucionaria
Afiche contra la intervención militar de las universidades.

Aun así tuvieron capacidad de resistir ensayando la creación de una junta representativa integrada por los presidentes de los centros de estudiantes de las facultades de Arquitectura, Ciencias Económicas, y otras, y posteriormente creando la Mesa Reorganizadora de la FUBA, ambas de existencia fugaz. Las reuniones se llevaban a cabo en la sede del Comité Capital de la Juventud Radical, presidido por Rafael Pascual. No obstante, imposibilitado de renovar democráticamente sus autoridades, hacia 1980, se diluye el CEA, último centro de estudiantes en ese período.